# 鏟吻油鯰
鏟吻油鯰，為輻鰭魚綱鯰形目長鬚鯰科的其中一種，分布於南美洲亞馬遜河、奧里諾科河、巴拉那河、Parnaíba河等流域，體長可達54.2公分，棲息在河川底層水域，成群活動，夜間覓食，屬肉食性，以魚類及甲殼類為食，可做為食用魚及觀賞魚。

## 擴展閱讀
維基物種上的相關：鏟吻油鯰